# Tassadia manarae
Tassadia manarae är en oleanderväxtart som först beskrevs av Morillo, och fick sitt nu gällande namn av Liede och Meve. Tassadia manarae ingår i släktet Tassadia och familjen oleanderväxter. Inga underarter finns listade i Catalogue of Life.